# Serra da Araruna
Serra da Araruna är ett högland i Brasilien.   Det ligger i delstaten Paraíba, i den östra delen av landet, 1 700 km nordost om huvudstaden Brasília.
Omgivningarna runt Serra da Araruna är huvudsakligen savann. Runt Serra da Araruna är det ganska tätbefolkat, med 120 invånare per kvadratkilometer.